# Número hipercomplejo

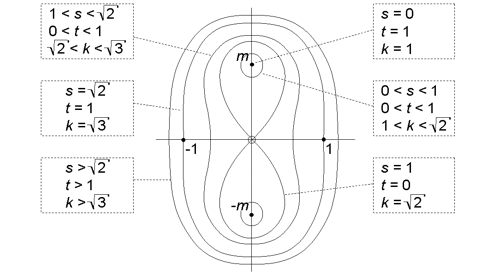
Números hipercomplejos.

En matemática, los números hipercomplejos son una extensión de los números complejos construidos mediante herramientas del álgebra abstracta, tales como terniones, cuaterniones, tesarines, cocuaterniones, octoniones, bicuaterniones y sedeniones.

## Estructura algebraica
Para ser más precisos, forman álgebras n-dimensionales sobre los números reales. Pero ninguna de estas extensiones forma un cuerpo conmutativo, principalmente porque el cuerpo de los números complejos está algebraicamente cerrado (ver Teorema Fundamental del Álgebra).
Los cuaterniones, octoniones y sedeniones pueden generarse aplicando la construcción de Cayley-Dickson. Las álgebras de Clifford son otra familia de números hipercomplejos.

## Representaciones geométricas
Así como los números complejos pueden ser vistos como puntos en un plano, los números hipercomplejos se pueden ver como puntos en algún espacio euclídeo de más dimensiones (4 dimensiones para los cuaterniones, tessarines y cocuaterniones, 8 para los octoniones y bicuaterniones, 16 para los sedeniones).
Otro caso interesante es el de los números hipercomplejos unitarios, que tienen módulo unidad, estos pueden ser representados como n-esferas:
- Los cuaterniones unitarios pueden ser representados como {\displaystyle S^{3}}.
- Los octoniones unitarios pueden ser representados como {\displaystyle S^{7}}.

Estas representaciones están muy ligadas a la posibilidad de caracterizar una n-esfera {\displaystyle S^{n}} como fibrado de Hopf sobre un espacio base {\displaystyle S^{m}} con m < n donde cada fibra sea {\displaystyle S^{n-m}}.

### Módulo de un número hipercomplejo
Si como se ha explicado antes los números hipercomplejos se representan por vectores de un espacio euclídeo. Para los números hipercomplejos que lo admiten (todos menos los sedeniones de Cayley-Dickson), el módulo de un número hipercomplejo no es otra cosa que el módulo del vector que los representa. El módulo de un número hipercomplejo |Z| puede calcularse como la raíz del producto del número hipercomplejo por su hipercomplejo conjugado:

{\displaystyle |Z|={\sqrt {Z{\bar {Z}}}}}